# IPI (Interested Party Information)
IPI (Interested Party Information) - numer IPI to unikalny, międzynarodowy numer identyfikacyjny, zazwyczaj składający się z 9–11 cyfr. Numery IPI są przypisywane autorom tekstów, kompozytorom i wydawcom muzycznym.
Celem systemu IPI jest globalna, unikalna identyfikacja posiadaczy praw działających w wielu klasach twórczości (utwory muzyczne, utwory literackie, dzieła sztuki itp.), pełniących różne role (twórca muzyczny, reżyser filmowy, autor dzieł sztuki itp.) i posiadających wszystkie prawa (prawa do wykonywania, prawa do reprodukcji, prawa do nadawania w radio itp.), określone przez każdą klasę twórczości, w której stworzyli oni swoje dzieła.
System ten stanowi istotny element mechanizmu wymiany danych łączącego stowarzyszenia członkowskie CISAC. Numer bazowy IPI jest unikalnym identyfikatorem przypisywanym automatycznie przez system IPI każdej zainteresowanej stronie (IPI).
System IPI zawiera nazwiska wszystkich właścicieli lub posiadaczy praw zarówno do utworów chronionych prawem autorskim, jak i utworów należących do domeny publicznej, zgłoszonych do Centrum IPI. Gromadzenie i prezentacja informacji jest znormalizowana zgodnie z przepisami Common Information System (CIS tłum. "Wspólnego Systemu Informacyjnego") CISAC i BIEM i wspiera procesy dokumentacji, dystrybucji i rozliczeń stowarzyszeń członkowskich powiązanych z systemem IPI.
System IPI i baza danych są zarządzane przez szwajcarskie stowarzyszenie praw autorskich SUISA zgodnie z wytycznymi i standardami CIS ustanowionymi przez CISAC i BIEM.

## Budowa numeru IPI
Istnieją dwa rodzaje numerów IPI:
- IP Name (numer imienny IP)
- IPI Base (numer bazowy IPI)

### IP Name (Imienny numer IP)
Numer imienny IP to kod powiązany z imieniem i nazwiskiem lub pseudonimem podmiotu (osoby fizycznej lub prawnej). Jeden podmiot może mieć kilka nazw. Na przykład artysta Prince ma kody IPI 00045620792 (Nelson Prince Rogers), 00052210040 (Prince) i 00334284961 (Nelson Prince R). Na przykład Pablo Picasso ma numer bazowy IP: I-001068130-6
Istnieje kilka typów rekordów IPI Name:
- PA – patronim (patronym) – prawdziwe imię i nazwisko twórcy / główna nazwa podmiotu;
- PP – pseudonim (pseudonym) – stosowne tylko dla twórców, faktyczny (niejawny) pseudonim;
- PG – pseudonim grupy (pseudonym group) – nazwa grupy (zespołu), w którym występuje twórca;
- MO – modyfikacja (modification)
- DF – alternatywny zapis (different spelling)
- ST – ustandaryzowany zapis (standardised spelling) – bez przedimków i interpunkcji
- OR – dodatkowa referencja – (other reference)
- HR – Holding reference[4]

Ponieważ rekord IPI Base nie posiada informacji na temat nazwy udziałowca, w bazie IPI każdemu rekordowi „bazowemu” przypisany jest zawsze dokładnie jeden patronim (rekord IPI name).

### IPI Base (bazowy numer IPI)
Numer bazowy IPI jest kodem przypisanym osobie fizycznej lub prawnej. Ma on format H-NNNNNNNNN-C.
H: nagłówek (jedna litera)
N: numer identyfikacyjny (dziewięć cyfr)
C: cyfra kontrolna (jedna cyfra)

## Historia

### Baza CAE (Compositeur, Auteur, Editeur)
Dla organizacji zbiorowego zarządzania prawami autorskimi do utworów muzycznych niezbędna jest identyfikacja właścicieli praw autorskich w przypadku kopiowania lub wykonywania utworów muzycznych. W latach 70. organizacje zbiorowego zarządzania prawami autorskimi do utworów muzycznych postanowiły wykorzystać w tym celu listę CAE, stworzoną i rozwijaną przez SUISA. Wyznaczyły one SUISA do dalszego rozwoju i obsługi listy CAE.
Po trzech dekadach istnienia lista CAE wykazywała ograniczenia i niedociągnięcia, które sprawiały, że była ona mniej dostosowana do realiów rynku. Konieczna stała się przebudowa systemu CAE.
W październiku 2001 r. baza danych IPI zastąpiła numery CAE.

### Baza IPI (Interested Parties Information)
W 2001 roku system IPI został stworzony jako aplikacja mainframe i opublikowany w Internecie. W 2008 roku wprowadzono pierwszego klienta internetowego dla wszystkich użytkowników.
W 2015 roku SUISA wdrożyła projekt modernizacji systemu IPI. Infrastruktura została całkowicie zastąpiona nowoczesnym, solidnym i otwartym rozwiązaniem systemowym.
W 2024 roku SUISA całkowicie przeprojektowała aplikację internetową i udostępniła ją wydawcom (Pocket Edition). Celem było zapewnienie użytkownikom najnowocześniejszych funkcji, dodatkowych możliwości administracyjnych, a także przyszłościowej konfiguracji technicznej, z uwzględnieniem wytycznych społeczności międzynarodowej i jej różnych potrzeb.

## Relacja z numeramiISWC(inne języki)
Kody IPI są powiązane z międzynarodowymi standardowymi kodami utworów muzycznych (ISWC). Na przykład jedna z piosenek zatytułowana „Ernie”, której międzynarodowy standardowy kod utworu muzycznego to ISWC T-010.171.314-7, ma tylko jedną zainteresowaną stronę, którą jest Benny Hill, którego numer IPI to 00014107338. Ten numer IPI można następnie wykorzystać do wyszukania wszystkich innych utworów tego autora.

## Zastosowanie. Jak wykorzystywane są numery IPI
Większość światowych organizacji zajmujących się prawami autorskimi (w tym ASCAP) wykorzystuje numery IPI do powiązania twórcy z z jego np. utworami muzycznymi, dzięki czemu można śledzić dokonania twórcy i wypłacać tantiemy właściwym osobom do tego uprawnionym. Jest to kluczowe w przypadku przesyłania tantiem między stowarzyszeniami (właśnie na podstawie IPI stowarzyszenia decydują, komu wypłacić naliczone wynagrodzenia autorskie).